# Gelao
Die Gelao (auch Gelo; Eigenbezeichnung in IPA: [klau]; chinesisch 仡佬族, Pinyin Gēlǎozú; vietnamesisch Cờ Lao) sind eine ethnische Gruppe, die im Süden Chinas und im Norden Vietnams siedelt. 
In der Volksrepublik China sind sie eine der 55 offiziell anerkannten Minderheiten. Nach der letzten Volkszählung im Jahr 2010 zählen sie in der VR China 550.746 Menschen. Sie leben vor allem in Guangxi und Guizhou. Nur wenige tausend davon sprechen noch die Gelao-Sprache, die zur Kra-Gruppe der Tai-Kadai-Sprachen zählt. Die übrigen sprechen Mandarin, Miao, Yi und/oder Bouyei. 
In Vietnam sind die Cờ Lao eine der 53 staatlich anerkannten ethnischen Minderheiten. Ihre Anzahl wurde bei der Volkszählung 2009 mit 2.636 angegeben, sie leben ganz überwiegend in der Provinz Hà Giang.